# Andrea Sacchi
Andrea Sacchi (Nettuno, 30 de novembre de 1599 - 21 de juny de 1661) va ser un pintor italià del barroc, actiu a Roma. A aquesta generació d'artistes pertanyen els pintors Nicolas Poussin i Giovanni Battista Passeri, els escultors Alessandro Algardi i François Duquesnoy i el biògraf Giovanni Pietro Bellori.
Sacchi va néixer a Nettuno, a la vora de Roma. El seu pare, Benedetto, era també pintor. Andrea va estudiar a l'estudi de Francesco Albani, de qui va ser l'últim gran alumne. Es va traslladar a Roma el 1621 on va passar la resta de la seva vida. La major part de la seva carrera gaudir del mecenatge del cardenal Barberini, qui li va encarregar art per a l'església caputxina a Roma i el Palau Barberini.
Va ser rival del coetani Pietro da Cortona, amb qui va mantenir una controvèrsia. Sacchi va ser reclamat perquè continués l'estil de Rafael Sanzio i ell advocava per llenços més petits amb menys figures. Sacchi va viatjar a Venècia i Parma i va estudiar els treballs de Correggio. Va ser mestre de Carlo Maratta durant 22 anys.
Dues de les seves principals obres sobre llenç són retaules avui mostrats a la Pinacoteca Vaticana.

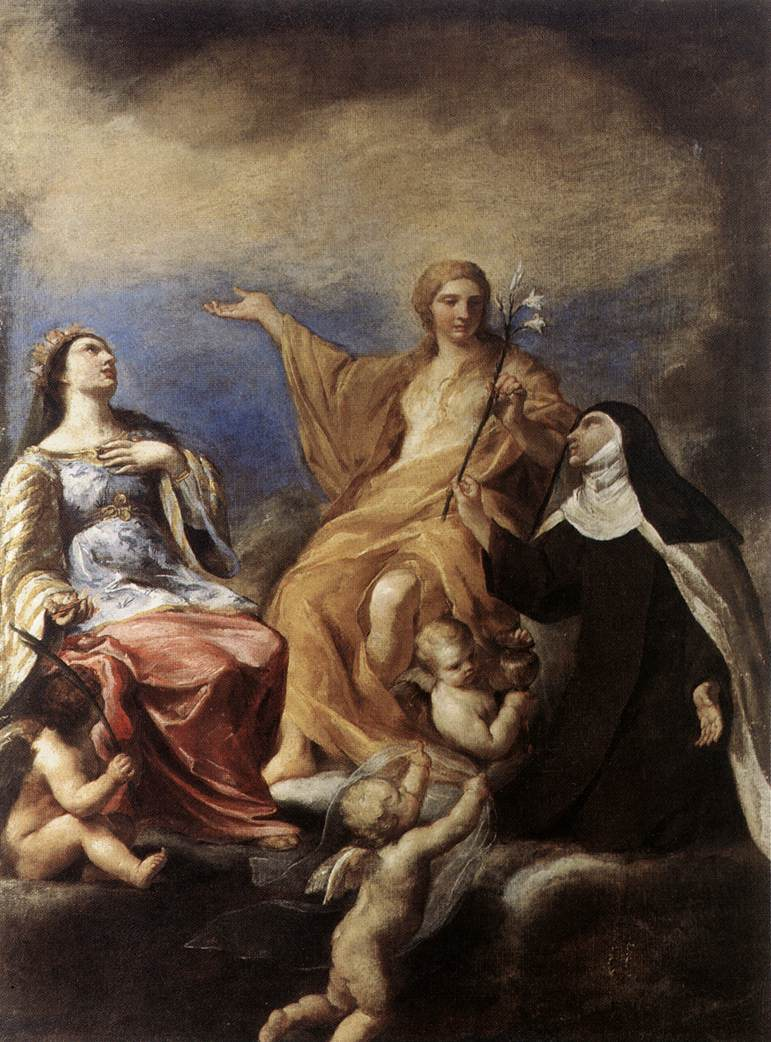
Les tres Magdalenes (1634)
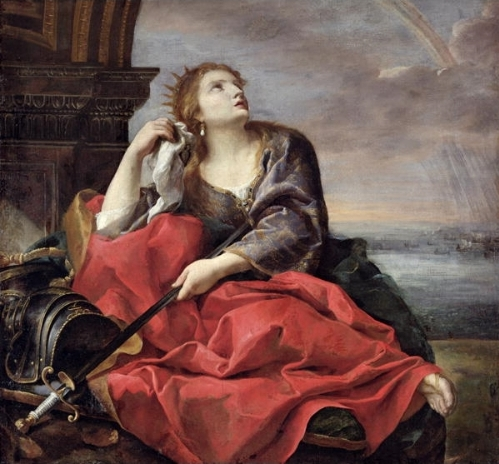
La mort de Dido (segle xvii)